# Seznam ameriških fotomodelov
Seznam ameriških fotomodelov.

## A
Stephanie Adams - Kim Alexis - Jennifer Allan - Ashley Allen - Krista Allen - Carol Alt - Summer Altice - Alessandra Ambrosio - Gianna Amore - Chae An - Lauren Anderson - Pamela Anderson - Marliece Andrada - Anna Anka - Devon Aoki - Rebekka Armstrong - Emily Arth - Stacy Arthur - Kelly Ashton - Jules Asner - K.D. Aubert - Lynne Austin - 

## B
Barbara Bach - Cheryl Bachman - Michelle Baena - Tanya Ballinger - Tyra Banks - Drew Barrymore - Mischa Barton - Kim Basinger - Jaime Lyn Bauer - Arlene Baxter - Stephanie Bellars - Melissa Bellin - Barbi Benton - Carmen Berg - Jaime Bergman - Tanya Beyer - Traci Bingham - Jolene Blalock - Bambi Blaze - Terri Runnels - Tina Bockrath - Gillian Bonner - Katherine Anna Bosworth - Caprice Bourret - Lisa Boyle - Brandi Brandt - Elisa Bridges - Cynthia Brimhall - Christie Brinkley - Eloise Broady - Cindy Brooks - Deanna Brooks - Cynthia Gwyn Brown - Anita Bryant - Tylene Buck - Brooke Burke - Stacy Burke - Brooke Burns - Cher Butler - Teri Byrne - 

## C
Tawnni Cable - Sara Calaway - Amber Campisi - Cady Cantrell - Gia Carangi - Kona Carmack - Tonantzin Carmelo - Heather Carolin - Laurie Carr - Elan Carter - Mary Castro - Dianne Chandler - Tonja Christensen - Julie Lynn Cialini - Anna Clark - Julie Clarke - Kristi Cline - Anita Colby - Madeleine Collinson - Mary Collinson - Kimberley Conrad - Morena Corwin - Alexis Costa - Tishara Cousino - Laura Cover - Candice Crawford - Cindy Crawford - Adrianne Curry -

## D
Darrell Winfield - Destiny Davis - Drena De Niro - Summer DeLin - Devin DeVasquez - Becky DelosSantos - Bo Derek - Pamela Des Barres - Devon (porno zvezda) - Cameron Diaz - Kimberly Donley - Samantha Dorman - Terri Lynn Doss - Deborah Driggs - Sally Duberson - Patty Duffek - Karen Duffy - Debbe Dunning - 

## E
Alison Eastwood - Simone Eden - Donna Edmondson - Barbara Edwards - Carmen Electra - Eve Ellis - Dolores Erickson - Melissa Evridge - Megan Ewing - 

## F
Ava Fabian - Tiffany Fallon - Kerissa Fare - Farrah Fawcett - Barbara Feldon - Christina Ferguson - Cristina Ferrare - Rebecca Ferratti - Laurie Fetter - Shandi Finnessey - Danelle Folta - Debra Jo Fondren - Patricia Ford - Karen Foster - Francine Fournier - Anne-Marie Fox - Lindsey Francis - Victoria Fuller - Simona Fusco - 

## G
Genevieve Gallen - Rebecca Gayheart - Raquel Gibson - Tyrese Darnell Gibson - Joy Giovanni - Stephanie Glasson - Vanessa Gleason - Ronald Goldman - Miriam Gonzalez - Karen Lynn Gorney - Marianne Gravatte - Sandy Greenberg - Ashley Greene - Justine Greiner - Richard Grieco -

## H
Gwen Hajek - Bridget Hall - Jerry Hall - Lois Hamilton - Wendy Hamilton - Angie Harmon - Teri Marie Harrison - Holly Joan Hart - Susan Hart - Cameron Haven - Julia Hayes - Trisa Hayes - Stephanie Heinrich - Margaux Hemingway - Christy Hemme - Melissa Hiatt - Elizabeth Hilden - Lauren Michelle Hill - Steven Hill (model) - Paris Hilton - Amanda Hope - Yoanna House - April Hunter - Katherine Hushaw - Lauren Hutton - 

## I
Kathy Ireland - 

## J
Jennifer Jackson - Jennifer Jackson (model) - Mickie James - Jenna Jameson - Sara Jean - Claudia Jennings - Pennelope Jimenez - Tylyn John - Brad Johnson - Debi Johnson - Echo Johnson - Chloe Jones - Grace Jones - January Jones - Lauren Jones - Toccara Jones - Claudia Jordan - Joseph Sayers - 

## K
Maria Kanellis - Kim Kanner - Alexandria Karlsen - Wendy Kaye - Scarlett Keegan - Stacy Keibler - Charlotte Kemp - Kerri Kendall - Jayne Kennedy - Sheila Kennedy - Kari Kennell - Danielle Riley Keough - Susan Kiger - Lana Kinnear - Candace Kita - Diane Klimaszewski - Elaine Klimaszewski - Melania Knauss - Jaime Koeppe - Sharry Konopski - Apollonia Kotero - Dalene Kurtis - Ashton Kutcher - 

## L
Ali Landry - Jennifer Lavoie - Kelly LeBrock - Christina Leardini - China Lee - Diana Lee - Luann Lee - Sung-Hi Lee - Nicole Marie Lenz - Jennifer LeRoy - Ananda Lewis - DeDe Lind - Peggy Lipton - Angela Little - Kristanna Loken - Tana Louise - Teresa Lourenco - Candy Loving - Carey Lowell - Kellan Lutz - Kelly Lynch - Amber Lynn -

## M
Fawna MacLaren - Holly Madison - Josie Maran - Cindy Margolis - Lisa Marie - Bonnie Marino - Heidi Mark - Shae Marks - Bridget Marquardt - Kristal Marshall - Ashley Massaro - Lisa Matthews - Dorothy Mays - Jenny McCarthy - Karen McDougal - Wayne McLaren - David McLean - Shallan Meiers - Rena Mero - Denise Michele - Candice Michelle - Cara Michelle - Marisa Miller - Shanna Moakler - Kara Monaco - Kelly Monaco - Marilyn Monroe - Barbara Moore (Playmate) - Chessie Moore - Mandy Moore - Naima Mora - Misty Mundae - Audrey Munson - 

## N
Nicole Narain - Andrea Neal - Kim Neilson - Evelyn Nesbit - Navia Nguyen - Tila Nguyen - Rachel Nichols (igralka) - Crista Nicole - Terry Nihen - Monique Noel - Gena Lee Nolin - Chandra North - 

## O
Chris O'Donnell - Melinda O'Hearn - Linda O'Neil - Lorraine Olivia - Alesha Oreskovich - Beth Ostrosky - Carré Otis - Susie Owens - 

## P
Bettie Page - Kimberly Page - Kymberly Paige - Shade Paine - Suzy Parker - Allison Parks - Jodi Ann Paterson - Pamela Paulshock - Melina Perez - Donna Perry - Julie Peterson - Bijou Phillips - Janelle Pierzina - Eva Pigford - Janet Pilgrim - Carla Pivonski - Paulina Porizkova - Jaime Pressly - Dawn Marie Psaltis - 

## R
Divini Rae - Rebecca Ramos - Suze Randall - Donna Rice - Brooke Richards - Denise Richards - Laura Richmond - Alicia Rickter - Janey Robbins - Brande Roderick - Michele Rogers - Rebecca Romijn - Elisabeth Rouffaer - Richard Roundtree - Jennifer Rovero - Jennifer Rubin - 

## S
Stacy Sanches - Christina Santiago - Suzi Schott - Julia Schultz - Rebecca Scott - Joan Severance - Elyse Sewell - Stephanie Seymour - Christi Shake - Colleen Shannon - Jacqueline Sheen - Tamie Sheffield - Cybill Shepherd - Neferteri Shepherd - Leisa Sheridan - Kathy Shower - Julie Simone - Suzi Simpson - Tiffany Sloan - Anna Nicole Smith - Kim Smith - Martha Smith - Alana Soares - Suzanne Somers - Talisa Soto - Dona Speir - Kimberly Spicer - Shannon Spruill - Heather Spytek - Lili St. Cyr - Cathy St. George - Koo Stark - Blaze Starr - Pamela Stein - Steve Bond - Kimberly Stewart - Liz Stewart - Martha Stewart - Shannon Stewart (Playmate) - Suzanne Stokes - Tawnee Stone - Aimee Sweet - Tammy Lynn Sytch - 

## T
Sharon Tate - Channing Tatum - Jay Tavare - Serria Tawan - Niki Taylor - Renee Tenison - Cristy Thom - Victoria Thornton - Cheryl Tiegs - Tiffany Teen - Ivana Trump - Ivanka Trump - Melania Trump - Christy Turlington - Leeann Tweeden - Buffy Tyler - 

## V
Amber Valletta - Nichole Van Croft - Lisa Marie Varon - Roberta Vasquez - Karen Velez - Victoria Vetri - Dita Von Teese - Lindsey Vuolo - 

## W
Jennifer Walcott - Amy Walz - Diane Webber - Amy Weber - Raquel Welch - Tahnee Welch - Eric West - Carrie Westcott - Krista White - Nicole Whitehead - Kendra Wilkinson - Stacey Williams - Torrie Wilson - Tamara Witmer - Holly Witt - Cherie Witter - Aliya Wolf - Christie Wolf - Laurie Wood - Nicole Wood - Sarah Wright - Valerie Wyndham - 

## Y
Carrie Yazel - Julianna Young - 

## Z
Cara Zavaleta - 